# Draft de la NBA de 1967
El Draft de la NBA de 1967 fue el vigésimo primer draft de la National Basketball Association (NBA). El draft se celebró el 3 de mayo de 1967 antes del comienzo de la temporada 1967-68.
En este draft, doce equipos de la NBA seleccionaron a jugadores amateurs del baloncesto universitario. Los jugadores que hubiesen terminado el periplo universitario de cuatro años estaban disponibles para ser seleccionados. Si un jugador abandonaba antes la universidad, no podía ser escogido en el draft hasta que su clase se graduase. Las dos primeras elecciones del draft correspondieron a los equipos que finalizaron en la última posición en cada división, con el orden determinado por un lanzamiento de moneda. Detroit Pistons ganó el primer puesto del draft, mientras que Baltimore Bullets fue premiado con la segunda elección. Los demás equipos seleccionaron en orden inverso al registro de victiorias-derrotas en la temporada anterior. Los cinco equipos que tuvieron el mejor récord en la temporada anterior no fueron premiados con elecciones de segunda ronda.
Dos franquicias en expansión, San Diego Rockets y Seattle SuperSonics, participaron en el Draft de la NBA por primera vez y se les asignaron la sexta y séptima elección en la primera ronda, junto con las dos últimas elecciones de cada ronda posterior. El draft consistió de veinte rondas y 162 jugadores fueron seleccionados.

## Selecciones y notas del draft
Jimmy Walker, del Providence College, fue seleccionado en la primera posición del draft por Detroit Pistons. Earl Monroe, de la Universidad de Winston-Salem State, ganador del Rookie del Año de la NBA en su primera temporada, fue seleccionado en la segunda posición por Baltimore Bullets. Monroe y la quinta elección Walt Frazier fueron incluidos posteriormente en el Basketball Hall of Fame, y fueron nombrados entre los 50 mejores jugadores en la historia de la NBA en 1996. Monroe y Frazier ganaron el campeonato de la NBA con los Knicks en 1973. En 1970, Frazier también fue miembro de los Knicks que ganaron el campeonato por primera vez. Frazier formó parte del mejor quinteto de la NBA y del mejor quinteto defensivo en siete ocasiones y disputó seis All-Star Game de la NBA, mientras que Monroe fue incluido en el mejor quinteto de la temporada en una ocasión y participó en cuatro All-Stars. Walker y la decimonovena elección Bob Rule son otros jugadores del draft que jugaron un All-Star Game. Mel Daniels, la novena elección, optó por jugar en la American Basketball Association (ABA) con Minnesota Muskies, ganó el MVP de la Temporada de la ABA en dos ocasiones, fue incluido en cinco mejores quintetos de la liga y en participó en siete All-Star Game de la ABA. Posteriormente disputó una temporada en la NBA con New York Nets tras la fusión de la ABA y la NBA. Tras su carrera como jugador, se convirtió en entrenador de Indiana Pacers y dirigió al equipo durante dos partidos en 1988.
Pat Riley, la séptima elección, y Phil Jackson, la decimoséptima, se convirtieron en exitosos entrenadores de la NBA tras sus respectivas carreras como jugadores. Riley ganó cinco campeonatos de la NBA como entrenador; cuatro con Los Angeles Lakers en la década de los 80, y uno con Miami Heat en 2006. También fue nombrado Entrenador del Año de la NBA en tres ocasiones, siendo el técnico que más veces lo ha conseguido, empatado con Don Nelson. Jackson es el entrenador con más campeonatos en la historia, con once. Con Chicago Bulls ganó seis títulos, tres consecutivos en dos ocasiones, durante1991–1993 y 1996–1998. Entre 2000–2002, cosechó otros tres campeonatos consecutivos con los Lakers antes de ganar otros dos más en 2009 y 2010. También ganó el premio al mejor entrenador en 1996 con los Bulls. Ambos entrenadores han entrado al Basketball Hall of Fame, y fueron incluidos entre los 10 mejores entrenadores de la historia en 1996.
La primera elección Jimmy Walker también fue elegido en el Draft de la National Football League (NFL) en el mismo año, a pesar de no haber jugado nunca al fútbol americano universitario. Fue seleccionado en la decimoséptima ronda por New Orleans Saints. Walker eligió el baloncesto y disputó dos All-Star Game de la NBA. En cambio, la primera elección del Draft de la NFL de 1967, Bubba Smith, fue seleccionado en la undécima ronda en el Draft de la NBA por Baltimore Bullets, aunque nunca jugó en la liga de baloncesto.

## Leyenda
|  | Denota jugador miembro del Basketball Hall of Fame                   |
|  | Denota jugador que ha sido seleccionado al menos en un All-Star Game |
|  | Denota jugador que nunca ha jugado en la NBA                         |

## Draft

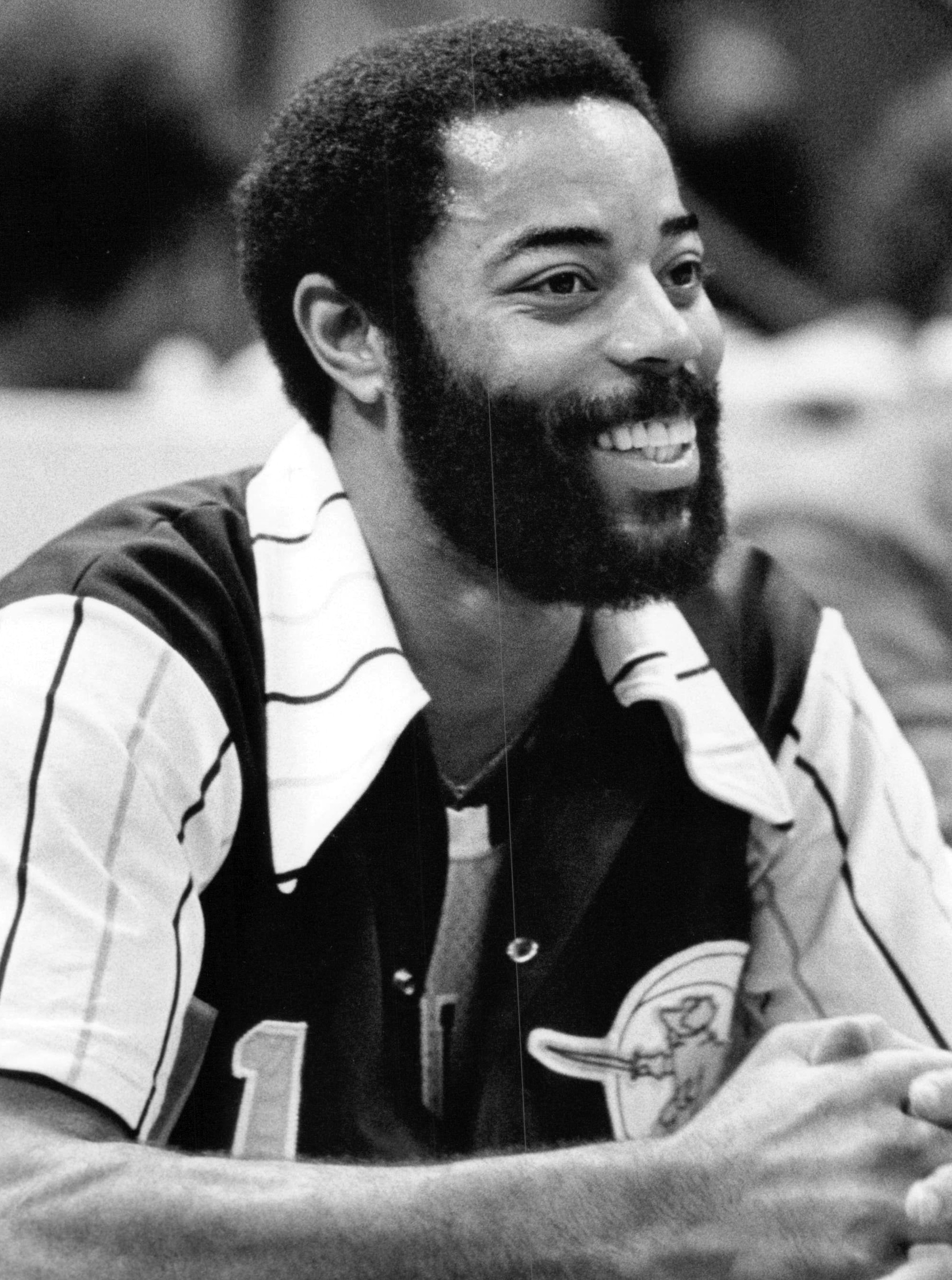
Walt Frazier seleccionado en la 5.ª posición por New York Knicks.

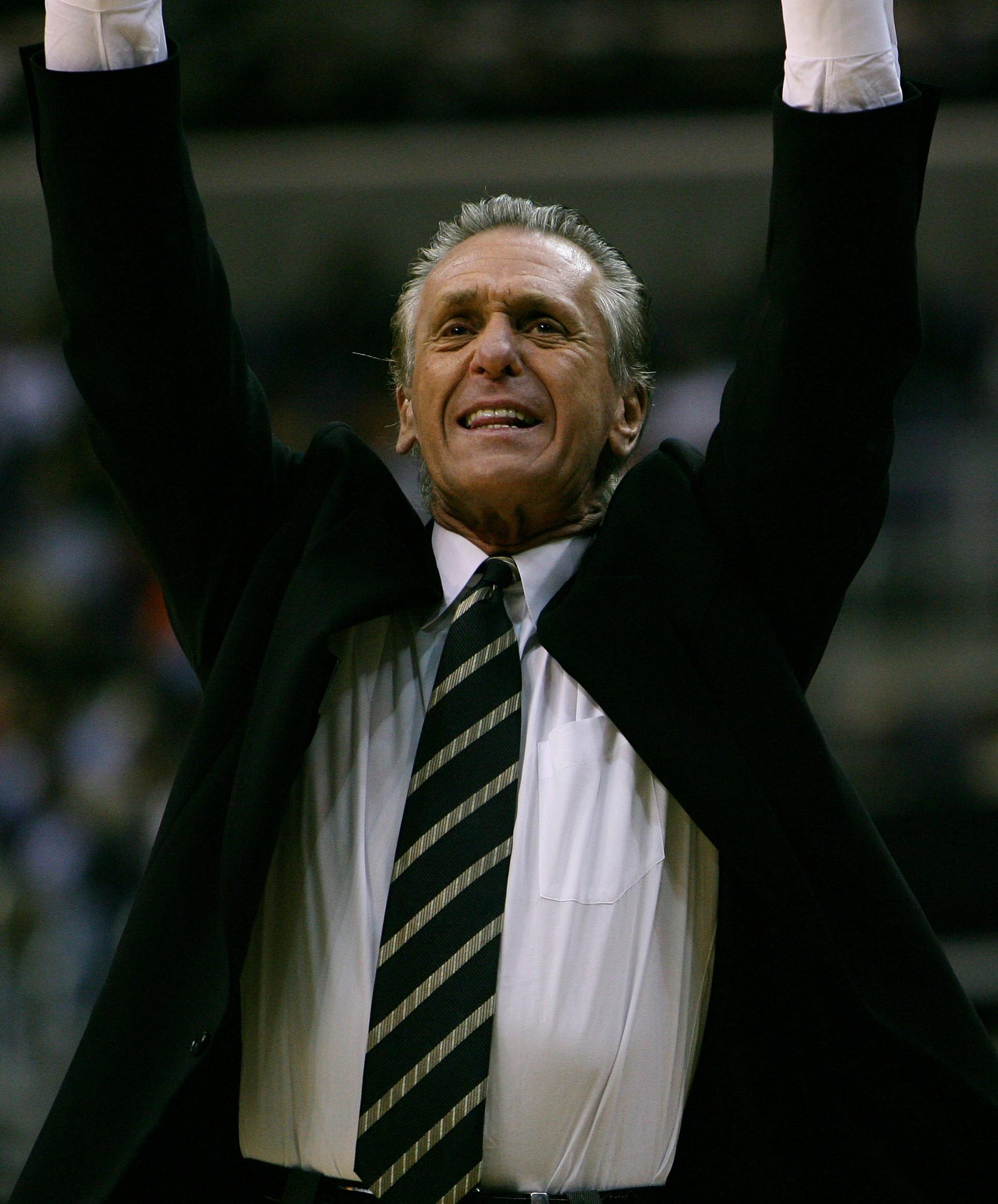
Pat Riley fue elegido en séptimo lugar por San Diego Rockets.

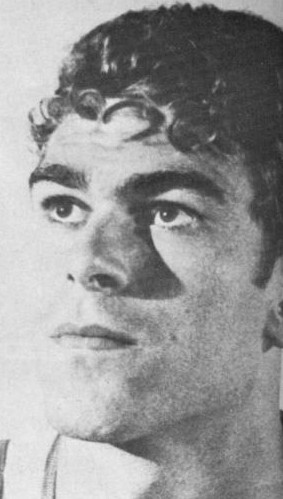
Phil Jackson elegido en el puesto 17 por New York Knicks.

| Ronda | Pick | Jugador           | Posición | Nacionalidad   | Equipo                              | Universidad         |
| ----- | ---- | ----------------- | -------- | -------------- | ----------------------------------- | ------------------- |
| 1     | 1    | Jimmy Walker      | G        | Estados Unidos | Detroit Pistons                     | Providence          |
| 1     | 2    | Earl Monroe       | G        | Estados Unidos | Baltimore Bullets                   | Winston-Salem State |
| 1     | 3    | Clem Haskins      | G        | Estados Unidos | Chicago Bulls                       | Western Kentucky    |
| 1     | 4    | Sonny Dove        | F        | Estados Unidos | Detroit Pistons (desde Los Angeles) | St. John's          |
| 1     | 5    | Walt Frazier      | G        | Estados Unidos | New York Knicks                     | Southern Illinois   |
| 1     | 6    | Al Tucker         | F        | Estados Unidos | Seattle SuperSonics                 | Oklahoma Baptist    |
| 1     | 7    | Pat Riley         | G/F      | Estados Unidos | San Diego Rockets                   | Kentucky            |
| 1     | 8    | Tom Workman       | F/C      | Estados Unidos | St. Louis Hawks                     | Seattle             |
| 1     | 9    | Mel Daniels       | C        | Estados Unidos | Cincinnati Royals                   | New Mexico          |
| 1     | 10   | Dave Lattin       | F/C      | Estados Unidos | San Francisco Warriors              | Texas Western       |
| 1     | 11   | Mal Graham        | G        | Estados Unidos | Boston Celtics                      | NYU                 |
| 1     | 12   | Craig Raymond     | C        | Estados Unidos | Philadelphia 76ers                  | Brigham Young       |
| 2     | 13   | Jimmy Jones       | G/F      | Estados Unidos | Baltimore Bullets                   | Grambling           |
| 2     | 14   | Steve Sullivan    | F        | Estados Unidos | Detroit Pistons                     | Georgetown          |
| 2     | 15   | Byron Beck        | F/C      | Estados Unidos | Chicago Bulls                       | Denver              |
| 2     | 16   | Randolph Mahaffey | F        | Estados Unidos | Los Angeles Lakers                  | Clemson             |
| 2     | 17   | Phil Jackson      | F/C      | Estados Unidos | New York Knicks                     | North Dakota        |
| 2     | 18   | Bob Netolicky     | F/C      | Estados Unidos | San Diego Rockets                   | Drake               |
| 2     | 19   | Bob Rule          | F/C      | Estados Unidos | Seattle SuperSonics                 | Colorado State      |

## Otras elecciones
La siguiente lista incluye otras elecciones de draft que han aparecido en al menos un partido de la NBA.
| Ronda | Pick | Jugador        | Posición | Nacionalidad   | Equipo                 | Universidad          |
| ----- | ---- | -------------- | -------- | -------------- | ---------------------- | -------------------- |
| 3     | 24   | Gary Gregor    | F/C      | Estados Unidos | New York Knicks        | South Carolina       |
| 3     | 25   | Bob Verga      | G        | Estados Unidos | St. Louis Hawks        | Duke                 |
| 3     | 26   | Gary Gray      | G        | Estados Unidos | Cincinnati Royals      | Oklahoma City        |
| 3     | 27   | Bill Turner    | F        | Estados Unidos | San Francisco Warriors | Akron                |
| 3     | 31   | Nick Jones     | G        | Estados Unidos | San Diego Rockets      | Oregon               |
| 4     | 34   | Jim Burns      | G        | Estados Unidos | Chicago Bulls          | Northwestern         |
| 4     | 35   | Cliff Anderson | G/F      | Estados Unidos | Los Angeles Lakers     | Saint Joseph's       |
| 4     | 38   | Louie Dampier  | G        | Estados Unidos | Cincinnati Royals      | Kentucky             |
| 4     | 39   | Bob Lewis      | G        | Estados Unidos | San Francisco Warriors | North Carolina       |
| 5     | 45   | Paul Long      | G        | Estados Unidos | Detroit Pistons        | Wake Forest          |
| 5     | 51   | Mike Lynn      | F        | Estados Unidos | San Francisco Warriors | UCLA                 |
| 5     | 53   | Jim Reid       | F        | Estados Unidos | Philadelphia 76ers     | Winston-Salem State  |
| 5     | 54   | Plummer Lott   | G/F      | Estados Unidos | Seattle SuperSonics    | Seattle              |
| 6     | 63   | Dale Schlueter | C        | Estados Unidos | San Francisco Warriors | Colorado State       |
| 8     | 80   | Ed Manning     | F        | Estados Unidos | Baltimore Bullets      | Jackson State        |
| 8     | 81   | George Carter  | G/F      | Estados Unidos | Detroit Pistons        | St. Bonaventure      |
| 9     | 96   | Ed Biedenbach  | G        | Estados Unidos | St. Louis Hawks        | North Carolina State |
| 9     | 100  | Ron Filipek    | F        | Estados Unidos | Philadelphia 76ers     | Tennessee Tech       |
| 10    | 110  | Rick Weitzman  | G        | Estados Unidos | Boston Celtics         | Northeastern         |
| 12    | 128  | Mike Riordan   | G/F      | Estados Unidos | New York Knicks        | Providence           |
| 20    | 162  | Roland West    | G        | Estados Unidos | Baltimore Bullets      | Cincinnati           |

## Traspasos
1. ↑  El 17 de febrero de 1967, Detroit Pistons adquirió una elección de primera ronda de Los Angeles Lakers como compensación cuando Rudy LaRusso se negó a abandonar los Lakers después de ser traspasado a Pistons en un traspaso que involucró también a Baltimore el 16 de enero de 1967.[20][21][22] Los Pistons utilizaron esta elección para escoger a Sonny Dove.